# EFL Trophy 2016/17

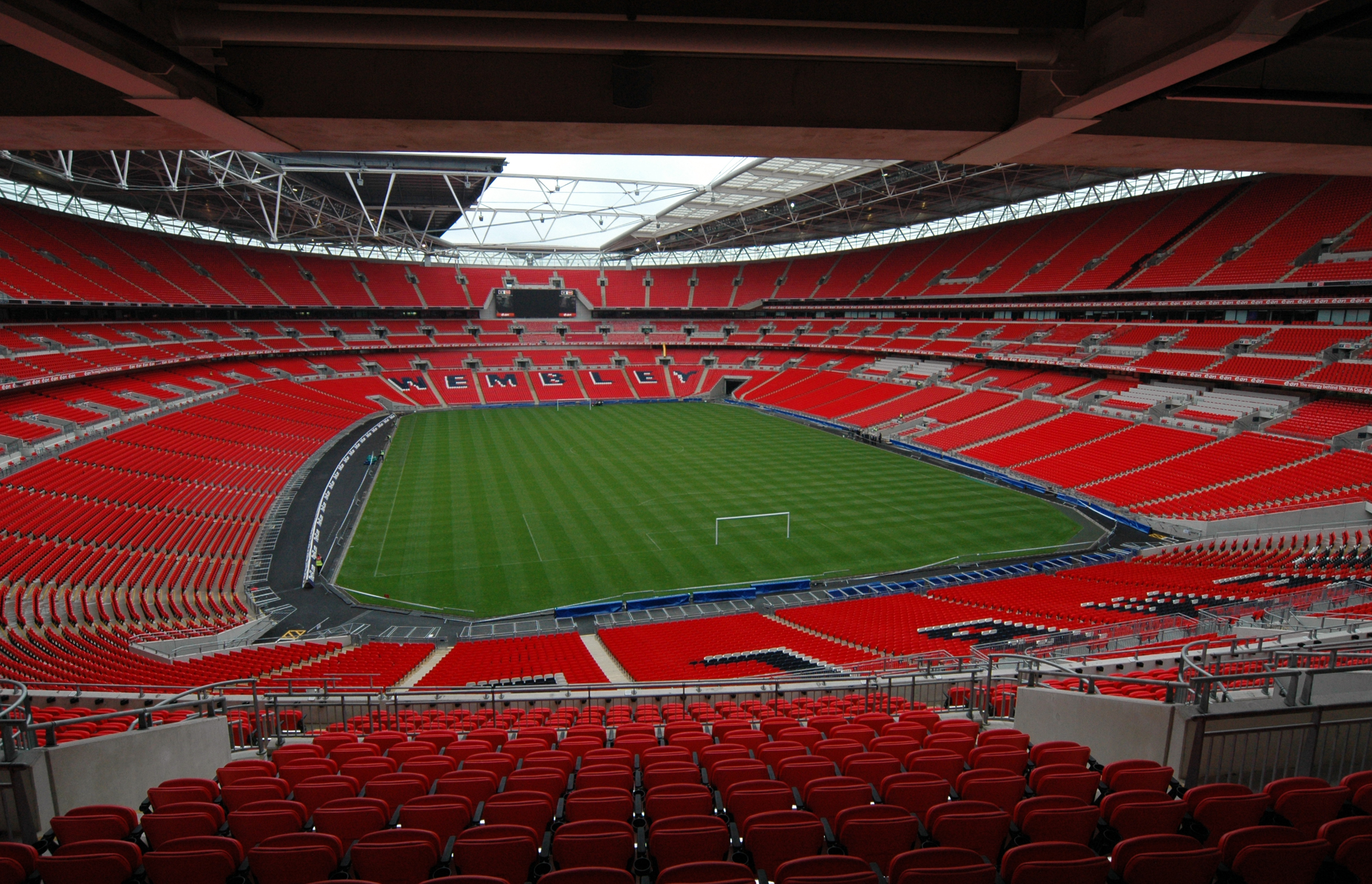
Das Wembley-Stadion in London, Austragungsort des Pokalfinales

Die EFL Trophy  2016/17, auch bekannt unter dem Namen des Hauptsponsors Checkatrade Trophy, war die 32. Austragung dieses Pokalwettbewerbs für die Mannschaften der Football League One und Football League Two, der dritten und vierten Liga im englischen Fußball.
Im Unterschied zu früheren Ausgaben nahmen diese Saison 64 Vereine an den Spielen um die English Football League Trophy 2016/17 teil, die am 30. August 2016 begannen und am 2. April 2017 mit dem Finale im Wembley-Stadion in London endeten.

## Modus
Weiteres bei: EFL Trophy
Die EFL Trophy wird in Runden ausgespielt. Es nehmen Mannschaften der Football League One und Football League Two teil sowie 16 ausgewählte eingeladene U-23-Mannschaften der Category One. In der ersten Runde werden 16 Gruppen mit jeweils vier Mannschaften ausgespielt, geteilt in einer nördlichen und südlichen Region (Northern und Southern Section). Wird in einem Duell in der Gruppenphase nach 90 Minuten kein Sieger gefunden, so wird das Spiel im Elfmeterschießen entschieden. Der Sieger erhält zwei Punkte, der Verlierer einen. Seit der zweiten Runde spielen die Gruppensieger und -zweiter im K.-o.-System, bis zum Finale im Wembley-Stadion.

## Gruppenphase

### Northern Section

#### Gruppe A
| Pl. | Verein           | Sp. | S | U | N | Tore    | Diff. | Punkte |
| --- | ---------------- | --- | - | - | - | ------- | ----- | ------ |
| 1.  | Cheltenham Town  | 3   | 2 | 0 | 1 | 005:300 | +2    | 06     |
| 2.  | FC Blackpool     | 3   | 1 | 1 | 1 | 003:300 | ±0    | 05     |
| 3.  | FC Everton U23   | 3   | 1 | 1 | 1 | 004:300 | +1    | 04     |
| 4.  | Bolton Wanderers | 3   | 1 | 0 | 2 | 001:300 | −2    | 03     |

| 30. August 2016  |                 |                  |
| FC Blackpool     | 2:1             | Cheltenham Town  |
| Bolton Wanderers | 0:2             | FC Everton U23   |
| 4. Oktober 2016  |                 |                  |
| Cheltenham Town  | 2:1             | FC Everton U23   |
| Bolton Wanderers | 1:0             | FC Blackpool     |
| 8. November 2016 |                 |                  |
| Cheltenham Town  | 1:0             | Bolton Wanderers |
| FC Everton U23   | 1:1 (4:5 i. E.) | FC Blackpool     |

#### Gruppe B
| Pl. | Verein                      | Sp. | S | U | N | Tore    | Diff. | Punkte |
| --- | --------------------------- | --- | - | - | - | ------- | ----- | ------ |
| 1.  | Wolverhampton Wanderers U23 | 3   | 2 | 0 | 1 | 008:400 | +4    | 06     |
| 2.  | FC Chesterfield             | 3   | 2 | 0 | 1 | 005:500 | ±0    | 06     |
| 3.  | Crewe Alexandra             | 3   | 1 | 0 | 2 | 005:500 | ±0    | 03     |
| 4.  | Accrington Stanley          | 3   | 1 | 0 | 2 | 004:800 | −4    | 03     |

| 30. August 2016             |     |                             |
| FC Chesterfield             | 2:1 | Wolverhampton Wanderers U23 |
| Accrington Stanley          | 0:3 | Crewe Alexandra             |
| 4. Oktober 2016             |     |                             |
| Crewe Alexandra             | 2:3 | Wolverhampton Wanderers U23 |
| FC Chesterfield             | 1:4 | Accrington Stanley          |
| 8. November 2016            |     |                             |
| Crewe Alexandra             | 0:2 | FC Chesterfield             |
| Wolverhampton Wanderers U23 | 4:0 | Accrington Stanley          |

#### Gruppe C
| Pl. | Verein         | Sp. | S | U | N | Tore    | Diff. | Punkte |
| --- | -------------- | --- | - | - | - | ------- | ----- | ------ |
| 1.  | Bradford City  | 3   | 2 | 0 | 1 | 005:400 | +1    | 06     |
| 2.  | FC Morecambe   | 3   | 2 | 0 | 1 | 007:700 | ±0    | 06     |
| 3.  | FC Bury        | 3   | 1 | 1 | 1 | 006:400 | +2    | 04     |
| 4.  | Stoke City U23 | 3   | 0 | 1 | 2 | 002:500 | −3    | 02     |

| 30. August 2016  |                 |                |
| Bradford City    | 1:0             | Stoke City U23 |
| FC Bury          | 4:1             | FC Morecambe   |
| 4. Oktober 2016  |                 |                |
| FC Morecambe     | 3:1             | Stoke City U23 |
| Bradford City    | 2:1             | FC Bury        |
| 8. November 2016 |                 |                |
| Stoke City U23   | 1:1 (4:3 i. E.) | FC Bury        |
| 9. November 2016 |                 |                |
| FC Morecambe     | 3:2             | Bradford City  |

#### Gruppe D
| Pl. | Verein               | Sp. | S | U | N | Tore    | Diff. | Punkte |
| --- | -------------------- | --- | - | - | - | ------- | ----- | ------ |
| 1.  | Carlisle United      | 3   | 3 | 0 | 0 | 011:600 | +5    | 09     |
| 2.  | Oldham Athletic      | 3   | 1 | 1 | 1 | 008:700 | +1    | 05     |
| 3.  | Fleetwood Town       | 3   | 1 | 0 | 2 | 003:600 | −3    | 03     |
| 4.  | Blackburn Rovers U23 | 3   | 0 | 1 | 2 | 002:500 | −3    | 01     |

| 30. August 2016      |                 |                      |
| Fleetwood Town       | 1:0             | Blackburn Rovers U23 |
| Oldham Athletic      | 4:5             | Carlisle United      |
| 4. Oktober 2016      |                 |                      |
| Carlisle United      | 2:0             | Blackburn Rovers U23 |
| Fleetwood Town       | 0:2             | Oldham Athletic      |
| 8. November 2016     |                 |                      |
| Blackburn Rovers U23 | 2:2 (4:5 i. E.) | Oldham Athletic      |
| 9. November 2016     |                 |                      |
| Carlisle United      | 4:2             | Fleetwood Town       |

#### Gruppe E
| Pl. | Verein           | Sp. | S | U | N | Tore    | Diff. | Punkte |
| --- | ---------------- | --- | - | - | - | ------- | ----- | ------ |
| 1.  | Doncaster Rovers | 3   | 1 | 2 | 0 | 004:200 | +2    | 06     |
| 2.  | Mansfield Town   | 3   | 2 | 0 | 1 | 004:500 | −1    | 06     |
| 3.  | Port Vale        | 3   | 1 | 1 | 1 | 001:100 | ±0    | 05     |
| 4.  | Derby County U23 | 3   | 0 | 1 | 2 | 004:600 | −2    | 01     |

| 30. August 2016  |                 |                  |
| Port Vale        | 1:0             | Derby County U23 |
| Mansfield Town   | 0:2             | Doncaster Rovers |
| 4. Oktober 2016  |                 |                  |
| Doncaster Rovers | 2:2 (4:2 i. E.) | Derby County U23 |
| Port Vale        | 0:1             | Mansfield Town   |
| 8. November 2016 |                 |                  |
| Doncaster Rovers | 0:0 (3:4 i. E.) | Port Vale        |
| Derby County U23 | 2:3             | Mansfield Town   |

#### Gruppe F
| Pl. | Verein             | Sp. | S | U | N | Tore    | Diff. | Punkte |
| --- | ------------------ | --- | - | - | - | ------- | ----- | ------ |
| 1.  | AFC Rochdale       | 3   | 2 | 1 | 0 | 005:300 | +2    | 08     |
| 2.  | AFC Sunderland U23 | 3   | 2 | 1 | 0 | 004:200 | +2    | 07     |
| 3.  | Notts County       | 3   | 1 | 0 | 2 | 004:500 | −1    | 03     |
| 4.  | Hartlepool United  | 3   | 0 | 0 | 3 | 002:500 | −3    | 0      |

| 31. August 2016    |                 |                    |
| Notts County       | 2:1             | Hartlepool United  |
| 6. September 2016  |                 |                    |
| AFC Rochdale       | 1:1 (4:2 i. E.) | AFC Sunderland U23 |
| 4. Oktober 2016    |                 |                    |
| Hartlepool United  | 0:1             | AFC Sunderland U23 |
| AFC Rochdale       | 2:1             | Notts County       |
| 9. November 2016   |                 |                    |
| Hartlepool United  | 1:2             | AFC Rochdale       |
| AFC Sunderland U23 | 2:1             | Notts County       |

#### Gruppe G
| Pl. | Verein               | Sp. | S | U | N | Tore    | Diff. | Punkte |
| --- | -------------------- | --- | - | - | - | ------- | ----- | ------ |
| 1.  | Scunthorpe United    | 3   | 3 | 0 | 0 | 006:100 | +5    | 09     |
| 2.  | Cambridge United     | 3   | 2 | 0 | 1 | 003:300 | ±0    | 06     |
| 3.  | Shrewsbury Town      | 3   | 1 | 0 | 2 | 003:300 | ±0    | 03     |
| 4.  | FC Middlesbrough U23 | 3   | 0 | 0 | 3 | 002:700 | −5    | 0      |

| 30. August 2016      |     |                      |
| Scunthorpe United    | 2:1 | FC Middlesbrough U23 |
| Shrewsbury Town      | 0:1 | Cambridge United     |
| 4. Oktober 2016      |     |                      |
| Cambridge United     | 2:1 | FC Middlesbrough U23 |
| Scunthorpe United    | 2:0 | Shrewsbury Town      |
| 8. November 2016     |     |                      |
| Cambridge United     | 0:2 | Scunthorpe United    |
| FC Middlesbrough U23 | 0:3 | Shrewsbury Town      |

#### Gruppe H
| Pl. | Verein             | Sp. | S | U | N | Tore    | Diff. | Punkte |
| --- | ------------------ | --- | - | - | - | ------- | ----- | ------ |
| 1.  | FC Walsall         | 3   | 3 | 0 | 0 | 008:300 | +5    | 09     |
| 2.  | Leicester City U23 | 3   | 1 | 1 | 1 | 001:100 | ±0    | 05     |
| 3.  | Sheffield United   | 3   | 1 | 1 | 1 | 005:400 | +1    | 04     |
| 4.  | Grimsby Town       | 3   | 0 | 0 | 3 | 004:100 | −6    | 0      |

| 30. August 2016    |                 |                    |
| Sheffield United   | 0:0 (4:5 i. E.) | Leicester City U23 |
| FC Walsall         | 5:2             | Grimsby Town       |
| 4. Oktober 2016    |                 |                    |
| Grimsby Town       | 0:1             | Leicester City U23 |
| Sheffield United   | 1:2             | FC Walsall         |
| 8. November 2016   |                 |                    |
| Leicester City U23 | 0:1             | FC Walsall         |
| 9. November 2016   |                 |                    |
| Grimsby Town       | 2:4             | Sheffield United   |

### Southern Section

#### Gruppe A
| Pl. | Verein         | Sp. | S | U | N | Tore    | Diff. | Punkte |
| --- | -------------- | --- | - | - | - | ------- | ----- | ------ |
| 1.  | Yeovil Town    | 3   | 2 | 1 | 0 | 006:300 | +3    | 07     |
| 2.  | FC Reading U23 | 3   | 1 | 1 | 1 | 005:600 | −1    | 05     |
| 3.  | FC Portsmouth  | 3   | 1 | 1 | 1 | 006:600 | ±0    | 04     |
| 4.  | Bristol Rovers | 3   | 0 | 1 | 2 | 002:400 | −2    | 02     |

| 30. August 2016  |                 |                |
| Bristol Rovers   | 2:3             | FC Reading U23 |
| Yeovil Town      | 4:3             | FC Portsmouth  |
| 4. Oktober 2016  |                 |                |
| FC Portsmouth    | 2:2 (3:4 i. E.) | FC Reading U23 |
| Bristol Rovers   | 0:0 (5:3 i. E.) | Yeovil Town    |
| 8. November 2016 |                 |                |
| FC Portsmouth    | 1:0             | Bristol Rovers |
| 9. November 2016 |                 |                |
| FC Reading U23   | 0:2             | Yeovil Town    |

#### Gruppe B
| Pl. | Verein             | Sp. | S | U | N | Tore    | Diff. | Punkte |
| --- | ------------------ | --- | - | - | - | ------- | ----- | ------ |
| 1.  | AFC Wimbledon      | 3   | 2 | 0 | 1 | 005:300 | +2    | 06     |
| 2.  | Swansea City U23   | 3   | 2 | 0 | 1 | 004:400 | ±0    | 06     |
| 3.  | Plymouth Argyle    | 3   | 1 | 0 | 2 | 005:500 | ±0    | 03     |
| 4.  | AFC Newport County | 3   | 1 | 0 | 2 | 004:600 | −2    | 03     |

| 30. August 2016    |     |                    |
| AFC Wimbledon      | 3:0 | Swansea City U23   |
| Plymouth Argyle    | 4:1 | AFC Newport County |
| 4. Oktober 2016    |     |                    |
| AFC Wimbledon      | 2:1 | Plymouth Argyle    |
| AFC Newport County | 1:2 | Swansea City U23   |
| 8. November 2016   |     |                    |
| AFC Newport County | 2:0 | AFC Wimbledon      |
| Swansea City U23   | 2:0 | Plymouth Argyle    |

#### Gruppe C
| Pl. | Verein         | Sp. | S | U | N | Tore    | Diff. | Punkte |
| --- | -------------- | --- | - | - | - | ------- | ----- | ------ |
| 1.  | Swindon Town   | 3   | 1 | 2 | 0 | 003:200 | +1    | 07     |
| 2.  | Oxford United  | 3   | 1 | 2 | 0 | 005:300 | +2    | 05     |
| 3.  | Exeter City    | 3   | 1 | 1 | 1 | 006:700 | −1    | 04     |
| 4.  | FC Chelsea U23 | 3   | 0 | 1 | 2 | 004:600 | −2    | 02     |

| 30. August 2016    |                   |                |
| Oxford United      | 4:2               | Exeter City    |
| 13. September 2016 |                   |                |
| Swindon Town       | 2:1               | FC Chelsea U23 |
| 4. Oktober 2016    |                   |                |
| Swindon Town       | 0:0 (3:1 i. E.)   | Oxford United  |
| 18. Oktober 2016   |                   |                |
| Exeter City        | 3:2               | FC Chelsea U23 |
| 8. November 2016   |                   |                |
| FC Chelsea U23     | 1:1 (13:12 i. E.) | Oxford United  |
| Exeter City        | 1:1 (2:4 i. E.)   | Swindon Town   |

#### Gruppe D
| Pl. | Verein              | Sp. | S | U | N | Tore    | Diff. | Punkte |
| --- | ------------------- | --- | - | - | - | ------- | ----- | ------ |
| 1.  | Coventry City       | 3   | 3 | 0 | 0 | 011:500 | +6    | 09     |
| 2.  | Wycombe Wanderers   | 3   | 2 | 0 | 1 | 008:400 | +4    | 06     |
| 3.  | West Ham United U23 | 3   | 0 | 1 | 2 | 003:800 | −5    | 02     |
| 4.  | Northampton Town    | 3   | 0 | 1 | 2 | 002:700 | −5    | 01     |

| 30. August 2016   |                 |                     |
| Coventry City     | 4:2             | West Ham United U23 |
| Northampton Town  | 0:3             | Wycombe Wanderers   |
| 4. Oktober 2016   |                 |                     |
| Coventry City     | 3:1             | Northampton Town    |
| Wycombe Wanderers | 3:0             | West Ham United U23 |
| 8. November 2016  |                 |                     |
| Northampton Town  | 1:1 (2:3 i. E.) | West Ham United U23 |
| 9. November 2016  |                 |                     |
| Wycombe Wanderers | 2:4             | Coventry City       |

#### Gruppe E
| Pl. | Verein             | Sp. | S | U | N | Tore    | Diff. | Punkte |
| --- | ------------------ | --- | - | - | - | ------- | ----- | ------ |
| 1.  | FC Southampton U23 | 3   | 2 | 1 | 0 | 006:100 | +5    | 07     |
| 2.  | Crawley Town       | 3   | 2 | 0 | 1 | 003:400 | −1    | 06     |
| 3.  | Charlton Athletic  | 3   | 0 | 2 | 1 | 001:300 | −2    | 03     |
| 4.  | Colchester United  | 3   | 0 | 1 | 2 | 002:400 | −2    | 02     |

| 30. August 2016    |                 |                    |
| Charlton Athletic  | 0:0 (5:4 i. E.) | FC Southampton U23 |
| Crawley Town       | 1:0             | Colchester United  |
| 4. Oktober 2016    |                 |                    |
| Colchester United  | 1:2             | FC Southampton U23 |
| Charlton Athletic  | 0:2             | Crawley Town       |
| 8. November 2016   |                 |                    |
| Colchester United  | 1:1 (4:3 i. E.) | Charlton Athletic  |
| 9. November 2016   |                 |                    |
| FC Southampton U23 | 4:0             | Crawley Town       |

#### Gruppe F
| Pl. | Verein              | Sp. | S | U | N | Tore    | Diff. | Punkte |
| --- | ------------------- | --- | - | - | - | ------- | ----- | ------ |
| 1.  | Norwich City U23    | 3   | 3 | 0 | 0 | 015:200 | +13   | 09     |
| 2.  | Milton Keynes Dons  | 3   | 1 | 1 | 1 | 004:600 | −2    | 05     |
| 3.  | Peterborough United | 3   | 1 | 0 | 2 | 003:800 | −5    | 03     |
| 4.  | FC Barnet           | 3   | 0 | 1 | 2 | 003:900 | −6    | 01     |

| 30. August 2016     |                 |                     |
| Peterborough United | 1:6             | Norwich City U23    |
| Milton Keynes Dons  | 2:2 (5:3 i. E.) | FC Barnet           |
| 4. Oktober 2016     |                 |                     |
| FC Barnet           | 0:5             | Norwich City U23    |
| Peterborough United | 0:1             | Milton Keynes Dons  |
| 8. November 2016    |                 |                     |
| FC Barnet           | 1:2             | Peterborough United |
| Norwich City U23    | 4:1             | Milton Keynes Dons  |

#### Gruppe G
| Pl. | Verein                     | Sp. | S | U | N | Tore    | Diff. | Punkte |
| --- | -------------------------- | --- | - | - | - | ------- | ----- | ------ |
| 1.  | Southend United            | 3   | 2 | 0 | 1 | 003:400 | −1    | 06     |
| 2.  | Brighton & Hove Albion U23 | 3   | 1 | 1 | 1 | 003:400 | −1    | 05     |
| 3.  | FC Stevenage               | 3   | 1 | 1 | 1 | 007:500 | +2    | 04     |
| 4.  | Leyton Orient              | 3   | 1 | 0 | 2 | 003:300 | ±0    | 03     |

| 30. August 2016            |                 |                            |
| Southend United            | 2:0             | Brighton & Hove Albion U23 |
| Leyton Orient              | 3:1             | FC Stevenage               |
| 4. Oktober 2016            |                 |                            |
| FC Stevenage               | 2:2 (3:4 i. E.) | Brighton & Hove Albion U23 |
| Southend United            | 1:0             | Leyton Orient              |
| 8. November 2016           |                 |                            |
| FC Stevenage               | 4:0             | Southend United            |
| Brighton & Hove Albion U23 | 1:0             | Leyton Orient              |

#### Gruppe H
| Pl. | Verein                   | Sp. | S | U | N | Tore    | Diff. | Punkte |
| --- | ------------------------ | --- | - | - | - | ------- | ----- | ------ |
| 1.  | FC Millwall              | 3   | 3 | 0 | 0 | 007:200 | +5    | 09     |
| 2.  | Luton Town               | 3   | 2 | 0 | 1 | 005:400 | +1    | 06     |
| 3.  | FC Gillingham            | 3   | 1 | 0 | 2 | 004:400 | ±0    | 03     |
| 4.  | West Bromwich Albion U23 | 3   | 0 | 0 | 3 | 000:600 | −6    | 0      |

| 30. August 2016          |     |                          |
| FC Millwall              | 2:0 | West Bromwich Albion U23 |
| FC Gillingham            | 1:2 | Luton Town               |
| 4. Oktober 2016          |     |                          |
| Luton Town               | 2:0 | West Bromwich Albion U23 |
| FC Millwall              | 2:1 | FC Gillingham            |
| 8. November 2016         |     |                          |
| Luton Town               | 1:3 | FC Millwall              |
| West Bromwich Albion U23 | 0:2 | FC Gillingham            |

## Zweite Runde
Die Auslosung der zweiten Runde fand am 10. November 2016 statt. Die Spiele werden zwischen dem 5. und 7. Dezember 2016, sowie am 13., 21. Dezember und 10. Januar 2017 ausgetragen.
Northern Section
|                             | Ergebnis        |                    |
| --------------------------- | --------------- | ------------------ |
| Wolverhampton Wanderers U23 | 1:1 (4:3 i. E.) | AFC Sunderland U23 |
| Carlisle United             | 2:3             | Mansfield Town     |
| Doncaster Rovers            | 1:1 (7:8 i. E.) | FC Blackpool       |
| AFC Rochdale                | 0:2             | FC Chesterfield    |
| Scunthorpe United           | 1:1 (5:3 i. E.) | FC Morecambe       |
| Bradford City               | 1:0             | Cambridge United   |
| FC Walsall                  | 1:3             | Oldham Athletic    |
| Cheltenham Town             | 6:1             | Leicester City U23 |

Southern Section
|                    | Ergebnis        |                            |
| ------------------ | --------------- | -------------------------- |
| Norwich City U23   | 0:1             | Swansea City U23           |
| Southend United    | 1:1 (3:4 i. E.) | Oxford United              |
| Swindon Town       | 2:3             | Luton Town                 |
| AFC Wimbledon      | 1:2             | Brighton & Hove Albion U23 |
| Yeovil Town        | 4:1             | Milton Keynes Dons         |
| Coventry City      | 1:0             | Crawley Town               |
| FC Millwall        | 1:3             | Wycombe Wanderers          |
| FC Southampton U23 | 1:1 (3:4 i. E.) | FC Reading U23             |

## Dritte Runde
Die Auslosung der dritten Runde fand am 8. Dezember 2016 statt. Die Spiele werden zwischen dem 10. und 17. Januar 2017 ausgetragen.
|                  | Ergebnis        |                             |
| ---------------- | --------------- | --------------------------- |
| FC Blackpool     | 1:1 (4:5 i. E.) | Wycombe Wanderers           |
| Coventry City    | 3:0             | Brighton & Hove Albion U23  |
| Luton Town       | 4:0             | FC Chesterfield             |
| Mansfield Town   | 2:0             | Oldham Athletic             |
| Oxford United    | 4:1             | Scunthorpe United           |
| Swansea City U23 | 2:1             | Wolverhampton Wanderers U23 |
| Yeovil Town      | 4:2             | FC Reading U23              |
| Cheltenham Town  | 0:1             | Bradford City               |

## Viertelfinale
Die Auslosung der Viertelfinalspiele fand am 12. Januar 2017 statt. Die Spiele werden am 24. und 31. Januar, sowie am 7. Februar 2017 ausgetragen.
|                  | Ergebnis        |                   |
| ---------------- | --------------- | ----------------- |
| Mansfield Town   | 1:2             | Wycombe Wanderers |
| Swansea City U23 | 1:1 (2:4 i. E.) | Coventry City     |
| Oxford United    | 2:1             | Bradford City     |
| Luton Town       | 5:2             | Yeovil Town       |

## Halbfinale
Die Auslosung der Halbfinalspiele fand am 1. Februar 2017 statt. Die Spiele werden am 7. Februar und 1. März 2017 ausgetragen.
|               | Ergebnis |                   |
| ------------- | -------- | ----------------- |
| Coventry City | 2:1      | Wycombe Wanderers |
| Luton Town    | 2:3      | Oxford United     |

## Finale
| Coventry City                                               | Coventry City | Oxford United | Oxford United |
| ----------------------------------------------------------- | --- | --- | ------------- |
| Coventry City                                               | \| 2. April 2017 um 14:30 Uhr WESZ in London (Wembley-Stadion) \| \| Ergebnis: 2:1 (1:0) \| \| Zuschauer: 74.434 \| \| Schiedsrichter: Chris Sarginson (Staffordshire) \| \| Spielbericht \|                                                             | \| 2. April 2017 um 14:30 Uhr WESZ in London (Wembley-Stadion) \| \| Ergebnis: 2:1 (1:0) \| \| Zuschauer: 74.434 \| \| Schiedsrichter: Chris Sarginson (Staffordshire) \| \| Spielbericht \|                                                | Oxford United |
| Coventry City                                               | Lee Burge – Jordan Willis (60. Dion Kelly-Evans), Chris Stokes, Jordan Turnbull, Ryan Haynes – George Thomas (82. Jodi Jones), Ben Stevenson, Gaël Bigirimana, Kyel Reid, Rúben Lameiras – Stuart Beavon (90.+5' Marcus Tudgay) Cheftrainer: Mark Robins | Simon Eastwood – Phil Edwards, Curtis Nelson, Chey Dunkley, Marvin Johnson – Robert Hall, John Lundstram , Ryan Ledson (57. Liam Sercombe), Joe Rothwell (90.+1' Josh Ruffels) – Chris Maguire, Kane Hemmings Cheftrainer: Michael Appleton | Oxford United |
| Coventry City                                               | 1:0 Gaël Bigirimana (11.) 2:0 George Thomas (55.) | 2:1 Liam Sercombe (75.) | Oxford United |
| Coventry City                                               | Gaël Bigirimana | Chey Dunkley, Liam Sercombe | Oxford United |
| 2. April 2017 um 14:30 Uhr WESZ in London (Wembley-Stadion) | | |               |
| Ergebnis: 2:1 (1:0)                                         | | |               |
| Zuschauer: 74.434                                           | | |               |
| Schiedsrichter: Chris Sarginson (Staffordshire)             | | |               |
| Spielbericht                                                | | |               |